# 앙글포르
앙글포르(프랑스어: Anglefort)은 프랑스 동부 앵주에 위치한 코뮌 중 하나이다. 한때 1962년에는 인구 수가 438명으로 크게 떨어지기도 했으나 현재는 1906년 인구 수준인 926명으로 증가했다.

## 인구
| 연도 | 인구  | ±%    |
| ---- | ----- | ----- |
| 2006 | 900   | —     |
| 2007 | 918   | +2.0% |
| 2008 | 926   | +0.9% |
| 2009 | 960   | +3.7% |
| 2010 | 994   | +3.5% |
| 2011 | 1,031 | +3.7% |
| 2012 | 1,069 | +3.7% |
| 2013 | 1,108 | +3.6% |
| 2014 | 1,142 | +3.1% |
| 2015 | 1,133 | −0.8% |
| 2016 | 1,124 | −0.8% |

## 같이 보기
- 앵 주의 코뮌 목록